# Lykke
Lykke ist ein dänischer weiblicher Vorname und Familienname mit der Bedeutung „Glück“.

## Namensträger

### Vorname
- Lykke May Andersen (* 1982), dänisches Model und Mannequin
- Lykke Aresin (1921–2011), deutsche Ärztin und Sexualwissenschaftlerin dänischer Abstammung
- Lykke Friis (* 1969), dänische Politikerin
- Lykke Li (* 1986), schwedische Sängerin

### Familienname
- Anne Lykke (1595–1641), dänische Adlige
- Ivar Lykke (Politiker) (1872–1949), norwegischer Politiker
- Ivar Lykke (Fußballspieler) (1889–1959), dänischer Fußballspieler
- Nils Lykke († 1535), Ritter und Mitglied des norwegischen Reichsrates
- Nina Lykke (Geschlechterforscherin) (* 1949), dänische Kultur- und Geschlechterwissenschaftlerin und Hochschullehrerin
- Nina Lykke (Schriftstellerin) (* 1965), norwegische Schriftstellerin
- Palle Lykke (1936–2013), dänischer Radsportler
- Peder Lykke (1359–1436), dänischer Kleriker

### Unternehmen
- Lykke – Blockchain-basierte Handelsplattform der Unternehmen Lykke AG, Lykke Corp UK Limited und Lykke Vanuatu Limited